# Azteca Internacional
Azteca Internacional es un canal de televisión por suscripción y un canal FAST internacional de origen mexicano que transmite las producciones de TV Azteca, propiedad del Grupo Salinas. El 15 de septiembre de 2014, Azteca Internacional cambió su nombre al de Az Mundo. El 23 de mayo de 2019 Az Mundo se renombró como Mundo. A partir del 5 de junio de 2023 Mundo TV Azteca vuelve a ser renombrado a Azteca Internacional.

## Historia
El canal fue lanzado en 2000 como Azteca Trece Internacional. El 1 de junio de 2007 fue relanzado como Azteca Internacional. En septiembre de 2014, TV Azteca anunció que el canal sería relanzado como Az Mundo, cambio que ocurrió el 14 de septiembre de ese año. El 23 de mayo de 2019, Az Mundo se renombró como Mundo TV Azteca. El 5 de junio de 2023, Mundo se renombró nuevamente como TV Azteca Internacional. A partir del 5 de febrero de 2024, Azteca Internacional está disponible de manera gratuita en Latinoamérica en formato de canal FAST gracias a un acuerdo por Paramount Global para transmitir el canal a través del servicio de streaming Pluto TV, además de estar presente en otras plataformas en la región.